# Jorma Uotinen
Jorma Leo Kalevi Uotinen (Pori, 1950. június 28. –) finn táncos, énekes és koreográfus.

## Munkássága
Számos táncegyüttesben működött közre, mint táncos és koreográfus az 1970-től Finnországon belül, és kívül egyaránt. Számos finn és nemzetközi díj birtokosa.
2006-ban, 2007-ben, és 2008-ban a finn "Tanssii tähtien kanssa" (nálunk: Megatánc) zsűrijének tagja volt.
- 1987-1990 Helsinki City Theatre tánccsoportjának művészeti vezetője
- 1992-2001 Finn Nemzeti Balett
- 2000-től Kuopio Dance Festival

## Magyarországi munkássága
- 2008. szeptember 12-én Pécsett a Művészetek és Irodalom Házában adott koncertet.
- 2008. szeptember 13-án a Bárka Színházban adott koncertet.
- 2008. október 17-én került bemutatásra a Bárka Színházban, Uotinen rendezésében a Piaf, Piaf c. színdarab.

## Díjak
- Pro Finlandia 1985
- Cultural Award of Helsinki 1989
- Groupe de Huit d'Or 1990
- Prix d'Italie 1998
- Suomi-Award 2000
- Chevalier des Arts et Lettres 1997
- Officier des Arts et Lettres 2003

## Külső hivatkozások
- Jorma Uotinen hivatalos honlapja
- Jorma Uotinen koncertje a Pécsi Művészetek és Irodalom Házában
- Piaf, Piaf a Bárka Színházban
- Jorma Uotinen a PORT.hu-n